# North Little Rock
North Little Rock (zkratka: NLR) je město v Pulaski County, v Arkansasu, Spojené státy americké. Nachází se na severní řeky Arkansas. Tvoří dvojměstí s Little Rock, ke kterému bylo na konci 19. století na určitou dobu připojeno. Ve městě žije přibližně 65 tisíc obyvatel, jde o sedmé nejlidnatější město v Arkansasu. Rozloha činí 141,9 km². Město bylo založeno 18. dubna 1871.

## Doprava
Městem procházejí U.S. Route 165 a Interstate 30 in Arkansas.

## Rodáci
- Jeff Henderson (* 1989) – americký atlet
- Jason White (* 1973) – americký hudebník
- Samuel P. Massie (1919–2005)